# Ngadjuri
 (octobre 2016).
Si vous disposez d'ouvrages ou d'articles de référence ou si vous connaissez des sites web de qualité traitant du thème abordé ici, merci de compléter l'article en donnant les références utiles à sa vérifiabilité et en les liant à la section « Notes et références ».
Les Ngadjuri étaient un groupe linguistique d'Aborigènes australiens dont les terres traditionnelles se trouvent dans la région du centre-nord (Mid North) en Australie-Méridionale avec un territoire s'étendant de Gawler au sud à Orroroo au nord. Comme d'autres groupes aborigènes d'Australie-Méridionale, les Ngadjuri menaient une vie nomade et ont été décimés par les maladies introduites par les Européens, à commencer par la propagation de la variole avant la colonisation européenne. Leurs principaux lieux de séjour et cimetières semblent avoir été à Clare, Auburn, Macaw Creek et à proximité de Kapunda.
Lorsque les colons européens sont arrivés en 1836 à Holdfast Bay (aujourd'hui Glenelg), la région était considérée selon le South Australia Act 1834 adopté par le Parlement britannique et par le gouverneur John Hindmarsh dans sa proclamation de 1836, n'être que des friches stériles. Contrairement au reste de l'Australie, la loi du terra nullius ne s'appliquait pas à la nouvelle province. Les lettres patentes de création de la province d'Australie-Méridionale annexées à la loi de 1834 reconnaissaient la propriété des Autochtones et déclaraient qu'aucune action ne pouvait être entreprise qui puisse affecter les droits des indigènes de cette province à occuper et à jouir effectivement pour eux-mêmes et pour leurs descendants de toutes les terres qui étaient effectivement occupées ou possédées par les indigènes à l'époque. En vertu de la Loi sur les autochtones, les Aborigènes étaient censés être devenus sujets britanniques. Ceci fut ignoré par les autorités de la South Australian Company et les squatters. Dans les années 1870 il ne restait plus que quelques Ngadjuri sur leurs terres traditionnelles et la plupart d'entre eux étaient devenus dépendants de la population blanche par suite de la dépossession de leurs terres. Bien qu'il y ait eu des tentatives tardives pour arrêter leur déclin, à la fin du xixe siècle, le groupe linguistique avait cessé d'exister.

## Gens et culture
Les Ngadjuri avaient des pratiques funéraires où les corps étaient parfois fumés ou séchés avant d'être enterrés et de nombreux squelettes ont été découverts lors de la construction de la ligne de chemin de fer vers Clare. Les grands groupes allant jusqu'à une centaine d'hommes chassaient les possums à travers les collines boisées. Bien que les cérémonies traditionnelles aient été généralement privées et réservées aux personnes de sexe masculin dans les années 1860, elles ont commencé à être commercialisées pour les spectateurs européens.